# バーナード・ベントン
バーナード・ベントン（Bernard Benton、1957年1月6日 - ）は、アメリカ合衆国の男性プロボクサー。オハイオ州トレド出身。元WBC世界クルーザー級王者。

## 来歴
1981年6月12日、ベントンはプロデビューを果たし4回判定勝ちを収め白星でデビューを飾った。
1981年7月2日、ティム・ジョンソンと対戦し2回KO勝ちを収めた。
1981年9月27日、ドニー・ロングと対戦し初黒星となる4回判定負けを喫した。
1982年1月30日、ブレイディー・ウィリスと対戦し4回判定勝ちを収めた。
1982年10月20日、テリー・ミムスと対戦し3回TKO勝ちを収めた。
1983年1月8日、ジェフ・シャーマンと対戦し4回KO勝ちを収めた。
1984年5月15日、マイク・クローリーと対戦し6回判定勝ちを収めた。
1984年5月22日、マーク・ヤングと対戦し2回TKO勝ちを収めた。
1984年6月12日、モンテ・マステラスと対戦し8回1分51秒TKO勝ちを収めた。
1984年7月16日、ピエーラ・コーツィーと対戦し10回3-0(100-92、98-93、98-91)の判定勝ちを収めた。
1984年9月11日、リッキー・パーキーとUSBA全米クルーザー級王座決定戦を行い12回判定勝ちを収め王座獲得に成功した。
1984年10月23日、マーヴィス・フレジールと対戦し10回判定負けを喫した。
1985年2月5日、スタンリー・ロスと対戦し10回判定勝ちを収めた。
1985年3月27日、後のWBO世界クルーザー級王者ブーン・パルツと対戦し12回0-3(111-118、113-116、114-115)の判定負けを喫しUSBA王座の初防衛に失敗し王座から陥落した。
1985年9月21日、WBC世界クルーザー級王者アルフォンソ・ラトリフと対戦し12回3-0(117-112、2者が115-113)の判定勝ちを収め王座獲得に成功した。
1986年3月22日、元WBC世界クルーザー級王者のカルロス・デ・レオンと対戦し12回0-2(114-117、114-114、113-115)の判定負けを喫し初防衛に失敗し王座から陥落した。
1987年9月28日、ピエーラ・コーツァーとヨハネスブルクのスタンダード・バンク・アリーナで対戦し初回KO負けを喫した。この試合で敗れたベントンは1度目の引退を表明した。
1990年10月9日、3年ぶりの復帰戦。アレック・ガルシアと対戦し2回2分42秒KO負けを喫した。
1992年11月4日、2年ぶりの復帰戦としてブルース・ジョンソンと対戦し4回42秒KO勝ちを収めた。
1993年1月15日、ロッキー・ベントリーと対戦し8回判定勝ちを収めた。
1995年1月13日、約2年ぶりの復帰戦。ジム・フッフマンと全米オハイオ州ヘビー級王座決定戦を行い12回判定勝ちを収め王座獲得に成功した。この試合を最後に現役を引退した。

## 獲得タイトル
- USBA全米クルーザー級王座
- WBC世界クルーザー級王座（防衛0）
- 全米オハイオ州ヘビー級王座